# Carlos Gutiérrez González
Carlos Gutiérrez González (San Cristóbal de La Laguna, 4 novembre 1991) è un calciatore spagnolo, difensore del Numancia.

## Carriera
Ha giocato nella seconda divisione spagnola.